# Giasone (Moreau)
Giasone (Jason), noto anche come Giasone e Medea (Jason et Médée), è un dipinto a olio su tela realizzato dal pittore francese Gustave Moreau nel 1865 e conservato al Museo d'Orsay di Parigi.

## Descrizione e analisi
Il quadro, probabilmente ispirato all'episodio descritto da Apollonio Rodio nelle Argonautiche e influenzato dalla tragedia Medea di Ernest Legouvé, rappresenta il momento in cui Giasone conquista il vello d'oro, che stringe vittoriosamente nel pugno alzato in segno di vittoria. Ai suoi piedi giace un mostro dalle sembianze di un rapace, morto (o morente) in seguito alla scontro. Dietro all'eroe è posizionata Medea, che poggia languidamente una mano sulla sua spalla, mentre nell'altra stringe un filtro magico con cui ha assicurato la vittoria all'amato. I due personaggi si stagliano su "uno sfondo elaborato, dove vi sono", come ha scritto William Butler Yeats, "così tanti gioielli, così tanta pietra scolpita e bronzo lavorato".
L'esile pilastro alle spalle della coppia riporta due citazioni dal settimo libro delle Metamorfosi di Ovidio, in cui è narrata l'impresa degli argonauti. Le citazioni furono suggerite al pittore dall'amico Alexandre Destouches (con cui aveva discusso il suo interesse per il soggetto già nel 1863) soltanto dopo che Moreau aveva intrapreso la realizzazione dell'opera. La prima dal basso riporta versi (citati anche nel catalogo del Salon in occasione della prima esposizione del quadro):
muneris auctorem secum, spolia altera, portans...»
(Ovidio, Le metamorfosi (VII, 156-57), trad. Vittorio Sermonti)
La seconda, più in altro, si concentra su Medea:
per freta longa ferar; nihil illum amplexa verebor...»
(Ovidio, Le metamorfosi (VII, 66-67), trad. Vittorio Sermonti)
La posa di Medea e Giasone è ispirata alla postura di Efestione ed Alessandro nell'affresco del Sodoma Nozze di Alessandro e Rossane (1519), che Moreau aveva visto e copiato a Villa Farnesina nel 1858. La luce soffusa e le tinte tenui, la bellezza diafana dei personaggi e la loro androginia sottolineano anche l'allontanamento del pittore simbolista dal trattamento romantico (e, in particolare, da quello di Eugène Delacroix) del mito di Medea, ma anche l'influenza stilistica dei Preraffaelliti e, in particolare, di Edward Burne-Jones. Tuttavia, se da una parte la nudità suggerisce un rimando iconografico edenico ad Adamo ed Eva, dall'altra la postura dei personaggi tradisce anche delle ambiguità nel loro rapporto. Pur rimanendo in una posizione secondaria, seminascosta dietro al Giasone vittorioso, Medea non è deferente: la maga sovrasta l'amato e posa possessivamente la mano su una spalla dell'uomo. La tela sembra infatti anticipare la fine tragica della loro relazione: Giasone si erge sul corpo del mostro che ha ucciso, così come Medea si erge sopra l'uomo su cui infliggerà una terribile vendetta. Maxime du Camp ha offerto una lettura particolarmente negativa del gesto di Medea, che starebbe a simboleggiare il fatto che Giasone "ormai [...] non è più padrone di se stesso".

## Storia
Il dipinto fu presentato per la prima volta al Salon des artistes nel 1865 e fu acquistato dal collezionista Ackermann per cinquemila franchi. Il dipinto fu soggetto di ammirazione, ma anche di ilarità: l'uccello ai piedi di Giasone, in particolare, colpì il caricaturista Amédée de Noé, che nel maggio dello stesso anno pubblicò sulle pagine di Le Charivari una rivisitazione della tela in cui l'eroe è sopraffatto dagli ingredienti di un'insalata russa con il pollo (« Jason se débattant dans une mayonnaise de volaille»). Il poeta José-Maria de Hérédia, invece, catturò l'ambiguità del dipinto, di cui realizza un'ecfrasi nel sonetto Jason et Médée, dedicato allo stesso Moreau:
Della selva, culla di timori antichi,

Un'alba prodigiosa, intorno a loro, ravvivava

Di lacrime una strana e ricca fioritura.

Nell'aria magica dove fluttua un profumo di veleno,

Con parole lei spargeva un potere di malìa;

L'Eroe nelle belle armi la seguiva

Vibrando lo splendore del glorioso Vello.

Con voli di gemme illuminando i boschi,

Grandi uccelli segnavano le volte fiorite,

E nei laghi d'argento pioveva l'azzurro del cielo.

A loro sorrideva Amore, ma la fatale Sposa

Nel seno si portava il suo furor geloso

E i filtri d'Asia e il padre suo e gli Dèi.»
(José Maria de Herédia, Giasone e Medea, trad. Cosimo Ortesta)
Successivamente il dipinto passò di mano in mano (incluse quelle di Charles Ephrussi), finché Théodore Reinach lo donò al Musée d'Orsay nel 1908.

## Galleria d'immagini

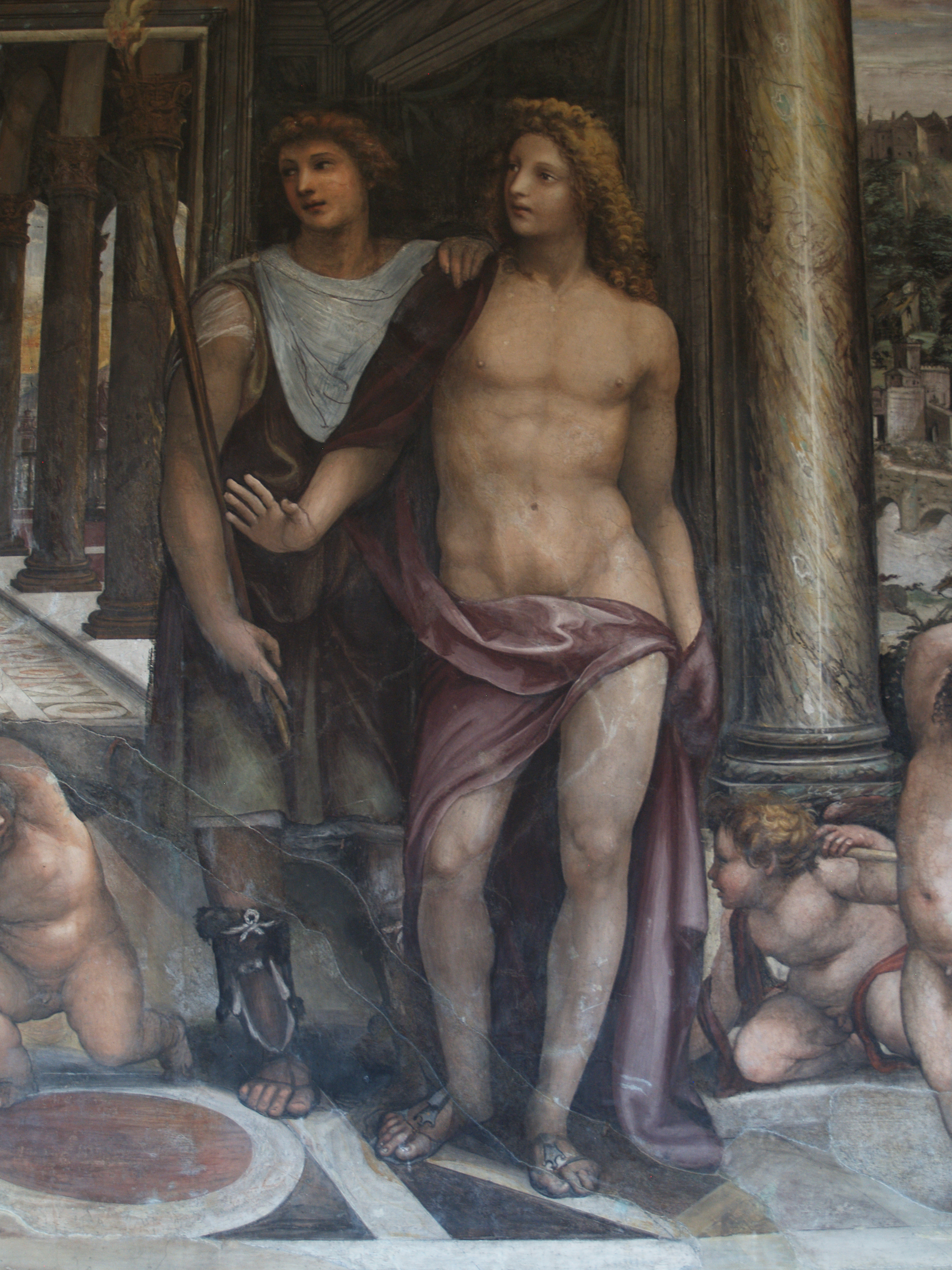
Dettaglio rappresentate Efestione e Alessandro in Nozze di Alessandro e Rossane del Sodoma (1519)
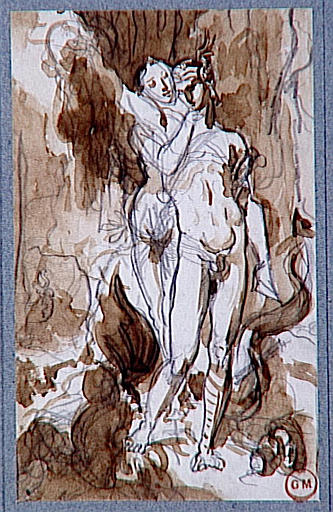
Studio preparatorio
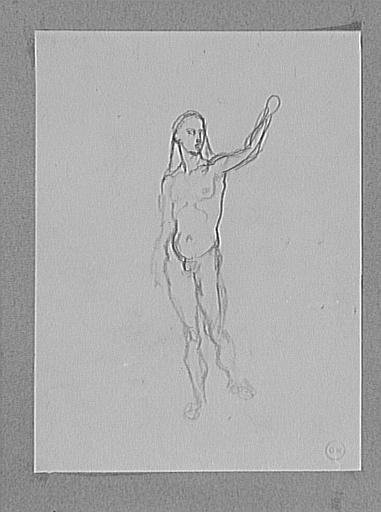
Studio di nudo maschile per il Giasone
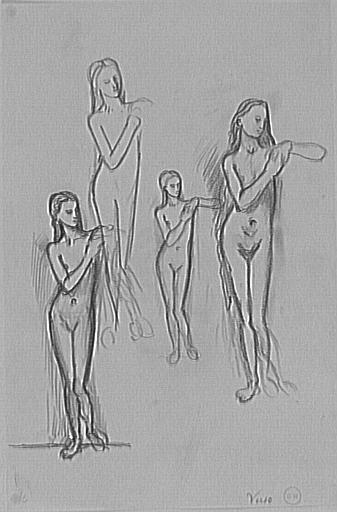
La postura di Medea fu oggetto di numerosi studi e cambiò notevolmente durante la preparazione
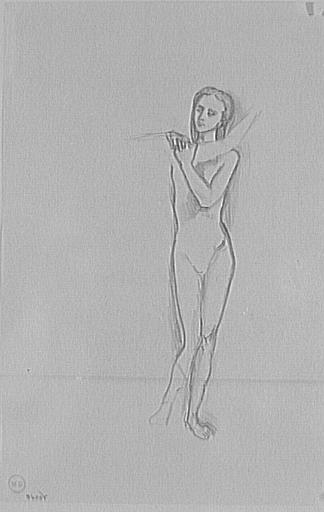
Studio di Medea per Giasone
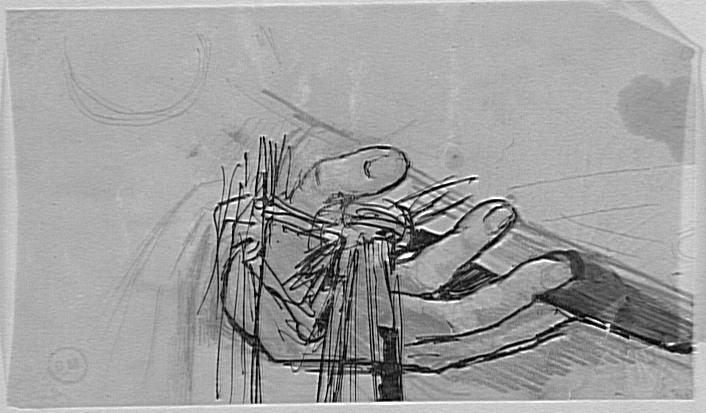
Studio della mano di Giasone
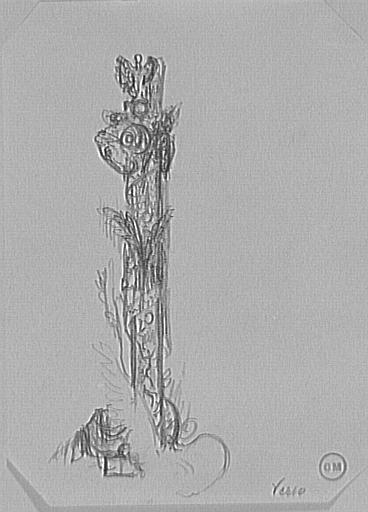
Studio della colonna
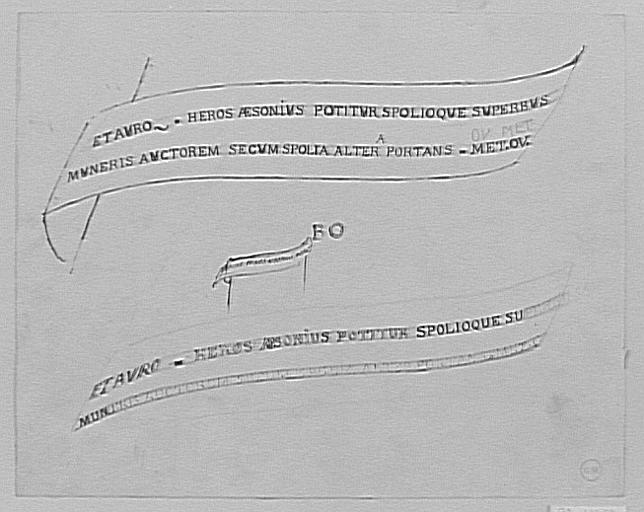
Studio delle citazioni da Ovidio
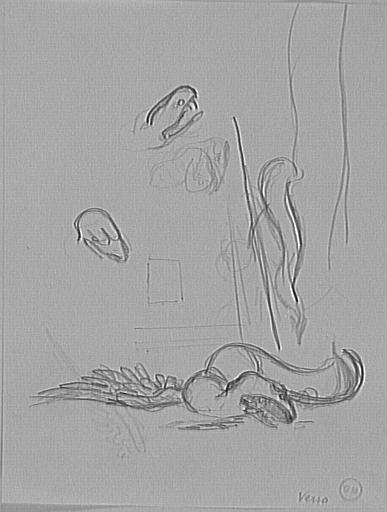
Studi per il mostro